# Josh Bostic
Joshua "Josh" Bostic (Columbus, Ohio, 12 de mayo de 1987) es un jugador de baloncesto estadounidense que pertenece a la plantilla del Anwil Włocławek de la Polska Liga Koszykówki, la primera categoría del baloncesto polaco. Con 1,96 metros de estatura, juega en la posición de alero.

## Trayectoria deportiva

### Universidad
Jugó durante cuatro temporadas con los Oilers de la Universidad Findlay, promediando en la última de ellas 18,6 puntos, 6,2 rebotes y 2,9 asistencias por partido, lo que le valió para ser elegido ese año Jugador del Año de la División II de la NCAA para la NABC, además de ser elegido mejor jugador del torneo y jugador del año de su conferencia, la Great Lakes Intercollegiate Athletic Conference.

### Profesional
Tras no ser elegido en el Draft de la NBA de 2009, fichó por el Kyoto Hannaryz japonés, donde jugó una temporada en la que promedió 21,9 puntos y 9,7 rebotes por partido.
El 1 de noviembre de 2010 fue elegido por los New Mexico Thunderbirds en la tercera ronda del Draft de la NBA D-League. Allí jugó una temporada, en la que promedió 12,4 puntos y 4,6 rebotes por partido.
El 17 de agosto de 2011 fichó por el Liège Basket de la liga belga, donde jugó una temporada en la que promedió 16,4 puntos y 5,7 rebotes por partido. En junio de 2011, sin cambiar de liga, fichó por el Belfius Mons-Hainaut por dos temporadas, aunque finalmente solamente jugó una, en la que promedió 13,9 puntos y 4,0 rebotes por partido.
El 24 de junio de 2013 firmó contrato por un año con el Élan Sportif Chalonnais de la Pro A, pero apenas disputó 10 partidos con el equipo francés antes de ser despedido. dos semanas después fichó por el BC Spartak de San Petersburgo para el resto de la temporada, donde acabó promediando 10,9 puntos y 4,1 rebotes por partido.
El 25 de septiembre de 2014 firmó con Detroit Pistons para disputar la pretemporada de la NBA, pero fue despedido el 20 de octubre, tras disputar dos encuentros de preparación. Una semana después fue adquirido por los Grand Rapids Drive como jugador afiliado a los Pistons. Disputó quince partidos en los que promedió 6,7 puntos y 3,4 rebotes. Tras ser despedido el 7 de enero de 2015, al día siguiente firmó contrato hasta final de temporada con el Spirou Charleroi belga, donde promedió 11,6 puntos y 3,4 rebotes por partido.
No volvió a la competición hasta febrero de 2016, cuando fichó por el VEF Riga de la liga de Letonia, donde acabó la temporada promediando 13,3 puntos y 4,6 rebotes por partido.
El 26 de agosto de 2016 se comprometió con el Juvecaserta Basket de la Lega Basket Serie A italiana.
El 22 de febrero de 2021, firma como jugador del New Basket Brindisi de la Lega Basket Serie A, tras comenzar la temporada en las filas del Pallacanestro Reggiana de la misma competición.
El 9 de junio de 2022, firma por el Anwil Włocławek de la Polska Liga Koszykówki, la primera categoría del baloncesto polaco.